# Asher ben Jehiel
Asher ben Jehiel, també anomenat el Roix o Rabenu Asher, (Colònia, 1250 - Toledo, Regne de Castella, 24 d'octubre de 1327) va ser un codificador del Talmud, un compilador de la llei rabínica, la Halacà, un rabí, i un comentarista del Talmud. La seva obra va ser la font per als grans codis creats pel seu fill, el Rabí Jacob ben Asher (1269-1340), l'autor de l'Arba Turim, i pel Rabí Yossef Qaro (1488-1575), el creador del Xulhan Arukh.
Quan les autoritats alemanyes van començar a perseguir als jueus, Asher va fugir cap al França i després cap a Espanya. Amb l'ajuda del Rabí Salomó ben Adret, un dels rabins més influents de la seva època, es va establir com rabí a Toledo, on va fundar una ieixivà (escola rabínica). Asher afirmava que l'estudi de la filosofia podia fer perillar l'autoritat del Talmud. Per tant, ell mateix, el Rabí ben Adret, i altres rabins, van signar un decret rabínic que prohibia l'estudi de la filosofia als homes menors de 30 anys. Després de la defunció del Rabí ben Adret, Asher va ser reconegut com el líder dels jueus d'Europa.
El seu llibre, el Piske HaRoix, va ser compilat entre els anys 1307 i 1314, la seva obra està basada principalment en el Talmud de Jerusalem, una obra diferent del Talmud de Babilònia. El seu llibre tracta solament sobre les lleis talmúdiques. Asher considerava el Talmud com l'autoritat suprema en matèria de Halacà, i es va sentir lliure d'ignorar les opinions de les autoritats rabíniques més eminents, si les seves decisions no estaven basades en el Talmud. El seu codi legal ha estat imprès juntament amb el Talmud, des de la seva primera impressió en el Talmud de Bomberg en 1520 (una famosa edició del Talmud feta per l'impressor flamenc Daniel Bomberg).